# Romy Rosemont
Romy Rosemont (New York, 28 ottobre 1964) è un'attrice statunitense, nota soprattutto per aver interpretato il ruolo di Carole Hudson-Hummel nella serie televisiva Glee.

## Vita privata
Dal 2008 è sposata con l'attore statunitense Stephen Root, con il quale ha preso parte al sesto episodio della quarta stagione della serie televisiva Fringe.

## Filmografia

### Cinema
- L'auto più pazza del mondo (Trabbi Goes to Hollywood), regia di Jon Turteltaub (1991)
- Non dirmelo... non ci credo (Another You), regia di Maurice Phillips (1991)
- My Life - Questa mia vita (My Life), regia di Bruce Joel Rubin (1993)
- Congo, regia di Frank Marshall (1995)
- Lo scapolo d'oro (The Bachelor), regia di Gary Sinyor (1999)
- Costi quel che costi (Whatever It Takes), regia di David Raynr (2000)
- The Seat Filler, regia di Nick Castle (2004)
- Shopgirl, regia di Anand Tucker (2005)
- Friends with Money, regia di Nicole Holofcener (2006)
- An American Crime, regia di Tommy O'Haver (2007)
- Please Give, regia di Nicole Holofcener (2008)
- The Avengers, regia di Joss Whedon (2012)
- Much Ado About Nothing, regia di Joss Whedon (2012)
- Nostalgia, regia di Mark Pellington (2018)

### Televisione
- Murphy Brown – serie TV, episodio 2x25 (1990)
- Sibs – serie TV, episodio 1x01 (1991)
- Harry e gli Henderson (Harry and the Hendersons) – serie TV, episodio 3x27 (1993)
- Le avventure di Brisco County, Jr. (The Adventures of Brisco County, Jr.) – serie TV, episodio 1x14 (1993)
- Pappa e ciccia (Roseanne) – serie TV, episodio 7x14 (1995)
- Melrose Place – serie TV, episodio 3x28 (1995)
- E.R. - Medici in prima linea (ER) – serie TV, episodio 2x20 (1996)
- Ellen – serie TV, episodio 4x06 (1996)
- Friends – serie TV, episodio 3x10 (1996)
- Susan (Suddenly Susan) – serie TV, episodio 2x21 (1998)
- Sleepwalkers – serie TV, episodi 1x05, 1x07 (1998)
- Babylon 5 – serie TV, episodio 5x22 (1998)
- The Rockford Files: If It Bleeds... It Leads, regia di Stuart Margolin – film TV (1999)
- Cenerentola a New York (Time of Your Life) – serie TV, episodio 1x04 (1999)
- Il tocco di un angelo (Touched by an Angel) – serie TV, episodi 5x17 - 9x02 (1999-2002)
- Profiler - Intuizioni mortali (Profiler) – serie TV, episodio 4x17 (2000)
- Da un giorno all'altro (Any Day Now) – serie TV, episodio 3x18 (2001)
- Ally McBeal – serie TV, episodio 5x10 (2002)
- Six Feet Under – serie TV, episodio 2x03 (2002)
- John Doe – serie TV, episodio 1x01 (2002)
- Squadra Med - Il coraggio delle donne (Strong Medicine) – serie TV, episodio 3x09 (2002)
- CSI - Scena del crimine (CSI: Crime Scene Investigation) – serie TV, 14 episodi (2002-2005)
- Senza traccia (Without a Trace) – serie TV, episodio 2x15 (2004)
- Settimo cielo (7th Heaven) – serie TV, episodio 8x17 (2004)
- Nip/Tuck – serie TV, episodio 2x01 (2004)
- Medium – serie TV, episodio 1x02 (2005)
- Grey's Anatomy – serie TV, episodio 2x02 (2005)
- Close to Home - Giustizia ad ogni costo (Close to Home) – serie TV, episodio 1x10 (2005)
- Crossing Jordan – serie TV, episodio 5x14 (2006)
- Boston Legal – serie TV, episodio 2x21 (2006)
- Shark - Giustizia a tutti i costi (Shark) – serie TV, episodio 1x01 (2006)
- Prison Break – serie TV, episodi 2x11 - 2x12 (2006)
- Dirt – serie TV, episodio 1x03 (2007)
- Brothers & Sisters - Segreti di famiglia (Brothers & Sisters) – serie TV, episodi 1x11 - 1x13 (2007)
- State of Mind – serie TV, episodio 1x01 (2007)
- Swingtown – serie TV, episodio 1x11 (2008)
- Ghost Whisperer - Presenze (Ghost Whisperer) – serie TV, episodio 4x14 (2009)
- Avvocati a New York (Raising the Bar) – serie TV, episodio 2x01 (2009)
- Eastwick – serie TV, episodio 1x05 (2009)
- Glee – serie TV, 18 episodi (2009-2015)
- Hawthorne - Angeli in corsia (Hawthorne) – serie TV, episodio 2x02 (2010)
- Private Practice – serie TV, episodio 4x04 (2010)
- Criminal Minds – serie TV, episodio 6x16 (2011)
- Mr. Sunshine – serie TV, episodio 1x04 (2011)
- Big Love – serie TV, episodio 5x09 (2011)
- In Plain Sight - Protezione testimoni (In Plain Sight) – serie TV, episodio 4x07 (2011)
- Drop Dead Diva – serie TV, episodio 3x03 (2011)
- Harry's Law – serie TV, episodio 2x04 (2011)
- Fringe – serie TV, episodio 4x06 (2011)
- CSI: Miami – serie TV, episodio 10x13 (2012)
- Law & Order - Unità vittime speciali (Law & Order: Special Victims Unit) – serie TV, episodio 14x03 (2012)
- Up All Night – serie TV, episodio 2x09 (2012)
- Justified – serie TV, episodio 4x06 (2013)
- Castle – serie TV, episodio 5x17 (2013)
- The Fosters – serie TV, 4 episodi (2014)
- House of Lies – serie TV, episodio 3x05 (2014)
- Hot in Cleveland – serie TV, episodio 5x24 (2014)
- The League – serie TV, episodio 6x07 (2014)
- Grimm – serie TV, episodio 4x14 (2015)
- Silicon Valley – serie TV, episodi 2x07 - 2x08 (2015)
- Scandal – serie TV, episodio 5x05 (2015)
- Major Crimes – serie TV, episodio 4x15 (2015)
- Masters of Sex – serie TV, episodio 4x08 (2016)
- The People v. O.J. Simpson: American Crime Story – serie TV, episodi 1x01 - 1x03 (2016)
- Secrets and Lies – serie TV, episodi 2x03 - 2x05 - 2x06 (2016)
- Doubt - L'arte del dubbio (Doubt) – serie TV, episodio 1x06 (2017)
- Beyond – serie TV, 20 episodi (2017-2018)
- Le regole del delitto perfetto (How to Get Away with Murder) – serie TV, episodio 4x09 (2018)
- Brooklyn Nine-Nine – serie TV, episodio 5x14 (2018)
- Code Black – serie TV, episodio 3x13 (2018)
- Angie Tribeca – serie TV, episodio 4x08 (2018)
- A Million Little Things – serie TV, 9 episodi (2018-2022)
- 9-1-1 – serie TV, 5 episodi (2018-2024)
- The Morning Show – serie TV, episodio 1x07 (2019)
- You – serie TV, episodi 3x03-3x04 (2021)
- Big Sky – serie TV, 9 episodi (2021-2022)
- Station 19 – serie TV, episodio 5x17 (2022)
- Chicago Med – serie TV, episodio 7x21 (2022)
- Law & Order - I due volti della giustizia (Law & Order) – serie TV, episodio 22x04 (2022)
- Barry – serie TV, episodio 4x01 (2023)
- The Pradeeps of Pittsburgh – serie TV, 8 episodi (2024)

## Doppiatrici italiane
Nelle versioni in italiano dei suoi lavori, Romy Rosemont è stata doppiata da:
- Antonella Giannini in Dirt, Sulle ali della pazzia (Mad mom), Un milione di piccole cose
- Stefanella Marrama in CSI - Scena del crimine, Major Crimes
- Tenerezza Fattore in CSI - Scena del crimine (ep. 4x20)
- Germana Pasquero in Nip/Tuck
- Graziella Polesinanti in Glee
- Alessandra Cassioli in Ghost Whisperer - Presenze
- Isabella Pasanisi in Private Practice
- Barbara Berengo Gardin in Criminal Minds
- Aurora Cancian in Fringe
- Tatiana Dessi in CSI: Miami
- Anna Rita Pasanisi in Law & Order - Unità vittime speciali
- Antonella Rinaldi in Castle
- Patrizia Scianca in Scandal
- Roberta Paladini in My Life - Questa mia vita
- Chiara Salerno in Code Black
- Beatrice Margiotti in 9-1-1
- Claudia Razzi in Barry